# الدين في إيطاليا
الدين في إيطاليا بحسب مسح أجرته يوروباروميتر عام 2019
يتميز الدين في إيطاليا بسيادة المسيحيّة وتزايد التنوع في الممارسات والعقائد والفِرَق الدينية. ينتمي معظم المسيحيين في إيطاليا إلى الكنيسة الكاثوليكية، التي يقع مقرّها في مدينة الفاتيكان في روما.
يعود حضور المسيحية في شبه الجزيرة الإيطالية إلى القرن الأول.
حسب استطلاع المشهد الديني العالمي الذي أجراه مركز بيو للأبحاث عام 2012، تبيّن أن 83.3% من سكان البلاد مسيحيون، و12.4% لادينيون، أو ملحدون أو لاأدريون، و3.7% مسلمون، و0.6% ينتسبون إلى ديانة أخرى. تعطي مصادر أخرى روايات أخرى عن نسبة المسلمين، عادةً نحو 2%. وحسب مصادر أخرى، فإن نحو 10% من السكان، سواء المواطنون الإيطاليون أو المقيمون الأجانب، ينتسبون إلى دين مختلف عن الكاثوليكية، ويتزايد عدد الملحدين واللاأدريين بشكل كبير. الإسلام أكبر الأقليات الدينية، ثم الأرثوذكسية الشرقية، ثم الأرثوذكسية المشرقية ثم البروتستانتية ثم شهود يهوه ثم البوذية ثم الهندوسية فالسيخية فاليهودية.
وحسب استطلاع المسيحية في أوروبا الغربية الذي أجراه مركز بيو للأبحاث، فإن 58% من الإيطاليين يعدّون الدين مهمًّا جدًّا أو مهمًّا نوعًا ما في حياتهم. كانت إيطاليا البلد الوحيد في الاستطلاع الذي يفوق فيه عدد المسيحيين الملتزمين عدد غير الملتزمين. إيطاليا هي الثالثة في الاتحاد الأوروبي من حيث معدلات ريادة الكنيسة، وتسبقها بولندا وأيرلندا.
قدّيسا إيطاليا الكاثوليكيان الوطنيان هما فرنسيس الأسيزي وكاترينا السيينية.

## نظرة عامّة
حسب استطلاع المشهد الديني العالمي الذي أجراه منتدى بيو للحياة الدينية والعامة (وهو مجمع فكر أمريكي) عام 2012، تبيّن أن 83.3% من سكان البلاد مسيحيون، و12.4% لادينيون، أو ملحدون أولا أدريون، و3.7% مسلمون، و0.6% ينتسبون إلى ديانة أخرى.
أما مواطنو إيطاليا الأصليين، فحسب استطلاع يوروبامتر عام 2005 (الذي أُجري نيابة عن المفوضية الأوروبية)، تبين أن 74% من السكان الإيطاليين الأصليين يؤمنون «بوجود إله»، و16% يؤمنون «بوجود قوة روحية أو حيوية» و6% «لا يؤمنون بوجود أي قوة روحية أو إله». وحسب استطلاع أجراه مركز يوريسبس (وهو مركز بحث إيطالي) عام 2006، شكل الكاثوليكيون 87.8% من المواطنين الإيطاليين، منهم 36.8% وصفوا أنفسهم بالالتزام. حسب الاستطلاع نفسه إذ أُعيد عام 2010، تناقصت هاتان النسبتان إلى 76.5% و24.4% على الترتيب. في عام 2016 وجد يوريسبس أن 71.1% من الإيطاليين كاثوليك، وهي نسبة أقل بخمسة نقاط منها في عام 2010، ولكن نسبة الالتزام الديني زادت وأصبحت 25.4%. حسب مركز دوكسا (وهو مركز بحث إيطالي آخر)، في 2014، كان 75% من الإيطاليين كاثوليك. في ربيع عام 2016 وجد مركز بيو للأبحاث أن 81.7% من الإيطاليين ينتسبون إلى الكنيسة الكاثوليكية، وهم جزء من المجتمع المسيحي الذي يشكل 85.1%، وشكّل غير المتدينين نسبة 11.6% من مجموع السكان وانقسموا إلى ملحدين (3.1%) ولاأدريين (2,5%)، و«لا شيء خاصًّا» (6.0%). حسب استطلاع أجراه مركز إبسوس (وهو مركز يقع في فرنسا) عام 2017، كان 74.4% من الإيطاليين كاثوليكيين (منهم 27.0% ملتزمون ومحافظون)، و22.6% لادينيين، و3.0% ينتسبون إلى طوائف أخرى في إيطاليا. أما استطلاع يوروستات يوروباروميتر الذي جرى في 2018 فوجد أن 85.6% من سكان إيطاليا مسيحيون (منهم 78.9% كاثوليكيون و4.6% أرثوذكسيون و0.6% بروتستانتيون و1.5% ينتسبون إلى طائفة مسيحية أخرى)، و2.6% ينتمون إلى أديان أخرى، و11.7% غير متدينين (منهم 7.5% ملحدون و4.2% لاأدريون).
وبالإضافة إلى ما سبق، تختلف المعتقدات الدينية اختلافًا مهمًّا باختلاف الجنس والعمر والمنطقة الجغرافية. فعلى سبيل المثال، أظهر استطلاع دوكسا 2014 أن: 80% من النساء وصفن أنفسهم بالكاثوليكية، أما الرجال فكانت نسبتهم 69%، و80% من الذين تجاوزوا 55 عامًا يصفون أنفسهم بالكاثوليكية، و8% منهم يصفون أنفسهم باللادينية أو الإلحاد، و7% يصفون أنفسهم بأنهم «بلا مرجعية دينية»، أما الذين تراوحت أعمارهم بين 15 و34، فكانت النسب 68% ثم 13% ثم 12% على الترتيب، وفي جنوب إيطاليا كانت النسب 85%، ثم 6%، ثم 5% على الترتيب، وفي شمال غرب إيطاليا كانت 62%، ثم 16% ثم 13% على الترتيب.

### الكنيسة الكاثوليكية
يقع مقر الكنيسة الكاثوليكية التي يتبعها 1.2 مليار إنسان في دولة مدينة الفاتيكان، التي هي جزء في مدينة روما، ومن ثم فهي في الأراضي الإيطالية. والبابا، قائد الكنيسة العالمي، هو أسقف روما، ومن هنا العلاقة الخاصة بين الإيطاليين والكنيسة، وانخراط الأخيرة في السياسة الإيطالية.
البابا الحالي هو فرنسيس، واسمه عند الولادة يورغ ماريو برغوغليو، وهو الذي كان مطران بوينس آيرس في الأرجنتين منذ عام 1998 إلى انتخابه في 2013. فرنسيس هو البابا غير الإيطالي الثالث على التوالي (أرجنتيني)، بعد يوحنا بولس الثاني (1978–2005) البولندي وبندكت السادس عشر (2005–2013) الألماني.
تقع مقرات معظم الأنظمة الكهنوتية الكاثوليكية في روما، منها اليسوعيون والساليزيانيون والفرنسيسكان والفرنسيسكان الكبوشيون والبندكتيون والدومينيكان ومبشرو الكلمة الإلهية وتجمع المخلص الأقدس، والفرنسيسكان الصغار ومتدينو مريم الطاهرة.
تنقسم الأراضي الإيطالية إلى 225 أبرشية كاثوليكية (ينظم أساقفتها منذ عام 1952 المؤتمر الأسقفي الإيطالي النافذ سياسيًّا)، وقد عُمّد 96% من سكان البلد كاثوليكيين حسب إحصائيات الكنيسة (التي لا تعتبر الأعضاء الفاعلين الحاليين).
الحياة الكنسية حيّة في إيطاليا وأشد الحركات والجمعيات نشاطًا كاثوليكية برغم العلمنة، من هذه الجمعيات المتنوعة: العمل الكاثوليكي والجمعية الكاثوليكية الإيطالية للمرشدين والكشافة، وجمعية القربان والتحرير، وطريق الموعوظين الجديد، وحركة فوكولاري والجمعيات المسيحية للعمال الإيطاليين ومجتمع القديس إغيديو، ومعظم هذه الجمعيات له أنشطة مجتمعية ويشارك بعض أعضائه في السياسة الإيطالية.
ينتمي رئيس إيطاليا سرغيو ماتاريلا إلى جمعية العمل الكاثوليكي، ورئيس الوزراء السابق ماتيو رنزي إلى الجمعية الكاثوليكية الإيطالية للمرشدين والكشافة، أما رئيس المؤتمر الأسقفي الإيطالي الكاردينال أنجيلو باغناسكو فهو من مساعد طويل الأمد في الجمعية نفسها.

### طوائف تاريخية صغيرة
لإيطاليا إلى جانب الكنيسة الكاثوليكية اللاتينية كنيستان محليتان أخريان: الكنيسة الإيطالية الألبانية الكاثوليكية، وهي واحدة من 22 كنيسة شرقية معترفة بالبابا، والكنيسة الولدينيسية الإنجيلية، وهي حركة مسيحية نشأت في ليون في أواخر القرن الثاني عشر وتبنت اللاهوت الكالفيني بعد بدء الإصلاح البروتستانتي بقليل. ينتسب إلى هاتين الكنيستين أغلبية أهل بيانا ديلي ألبانيزي وصقلية وكالابريا، وما يسمى القرى الولدينيسية (فال بيليس وفال تشيسون وفال جيرماناسكا) في غرب بييمونتي، على الترتيب.
ينتسب معظم بروتستانت الخط الرئيسي إلى اتحاد الكنائس الإنجيلية في إيطاليا، ويشمل هذا الولدينيسيين (30 ألف عضو) والمعمدانيين (اتحاد المسيحيين الإنجيليين المعمدانيين في إيطاليا، 20 ألف عضو) واللوثريين الناطق معظمهم بالألمانية (الكنيسة اللوثرية الإنجيلية في إيطاليا، 7 آلاف عضو) والميثوديين (الكنيسة الميثودية الإنجيلية في إيطاليا، 5 آلاف عضو) والمجتمعات الكالفينية والمشيخية الصغيرة، إلى جانب القسم الإيطالي من جيش الخلاص وبعض الطوائف الإنجيلية والخمسينية الصغيرة. في السياق البروتستانتي، يجدر ذكرُ كنيسة الإخوة الإنجيلية المسيحية (21 ألفًا) والقسم الإيطالي من كنيسة السبتيين (20 ألفًا).
يقطن إيطاليا 45 ألف يهودي، وهو من أقدم المجتمعات اليهودية في العالم. يعود الوجود اليهودي إلى الفترة الرومانية قبل المسيحية وقد استمر منذ ذلك الحين بلا انقطاع إلى اليوم، رغم فترات الاضطهاد الشديد والترحيل أحيانًا من بعض أرجاء البلد. يلتزم اليهود الإيطاليون المحليون الذين يشكلون قلب المجتمع اليهودي في روما، منهج إيطالكيم، أو «المنهج الإيطالي»، ولكن في إيطايا أيضًا يهودًا من الأشكناز استقروا في الشمال، لا سيما في أراضي جمهورية البندقية السابقة (فينيتو، وفريولي فينيتسيا جوليا، ولومبارديا الشرقية) وبييمونتي منذ أواخر العصور الوسطى، وآخرين من السفارديين، الذين استقر معظمهم في ليفورنو وفلورنسا والبندقية ومدن إميليا، بعد أن طُردوا من مملكة نابولي. يشمل المجتمع اليهودي في ميلان، وهو ثاني أكبر مجتمع يهودي في إيطاليا بعد الذي في روما، وهو الأشيَع عالميًّا في طابعه وتركيبه، عددًا كبيرًا من اليهود المزراحيين المهاجرين من ليبيا والشرق الأوسط. ترتبط المجتمعات اليهودية الإيطالية المحلية الواحدة والعشرين باتحاد المجتمعات اليهودية الإيطالية، الذي ينتسب إليه 25 ألف عضو.